# مادة متعددة الوظائف
المادة متعددة الوظائف هي مادة مؤلفة تستخدم في المنهج التقليدي المتَّبع في تطوير الهياكل وهو التعامل مع وظيفة نقل الأحمال والمتطلبات الوظيفية الأخرى كل على حدة؛ حيث أدت إلى الزيادة في الاهتمام بتطوير المواد والهياكل التحميلية التي تتميز بوظائف تكميلية غير تحميلية، مسترشدين في ذلك بالاكتشافات الحديثة المتعلقة بكيفية عمل النظم الأحيائية متعددة الوظائف.

## مقدمة
باستخدام المواد الهيكلية التقليدية كان من الصعب إجراء تحسين متزامن للوظائف الإنشائية المتعددة، ولكن تزايد استخدام المواد المؤلفة كان مدفوعًا إلى حد ما بإمكانية إجراء هذا النوع من التحسينات. وقد تتنوع الوظائف المتعددة ما بين وظائف ميكانيكية إلى وظائف كهربائية وحرارية. وأكثر المواد المركبة استخدامًا هي تلك المواد المكونة من مواد ترابط مبلمرة، والتي دائما ما تكون مواد رديئة التوصيل. ويمكن زيادة قوة التوصيل بتقوية المركب بـ الأنابيب النانوية الكربونية على سبيل المثال.

## الوظائف
من بين العديد من الوظائف التي يمكن الحصول عليها: الموصلية الكهربائية/الحرارية والاستشعار والتشغيل وحصاد/تخزين الطاقة والقدرة على الإصلاح الذاتي والحجب عن طريق التشويش الكهرومغناطيسي (EMI) والقدرة على تدوير النفايات والتحلل الحيوي. يمكنك أيضًا الاطلاع على المواد المدرَّجة وظيفيًا (FGM) التي تعد مواد مؤلفة يتفاوت تركيبها أو بنيتها الدقيقة موضعيًا بحيث يتحقق تغير معين في الخصائص الموضعية للمواد. ومع ذلك، فإنه يمكن تصميم المواد المدرّجة وظيفيًا من أجل تطبيقات ووظائف معينة.

## الاستعمالات والتطبيقات
شاشات اللمس
البُنى الذكية هي إحدى التطبيقات العديدة لهذه المواد.

## اقرأ أيضاً
- هندسة البوليمرات